# ژوکووو (استان وارمی-ماسوری)
ژوکووو (به لهستانی:  Żywkowo) یک روستا در لهستان است که در گمینا گورووو ایواوتسکیه واقع شده‌است. ژوکووو ۳۰ نفر جمعیت دارد.